# Liste der Fidschi-Inseln

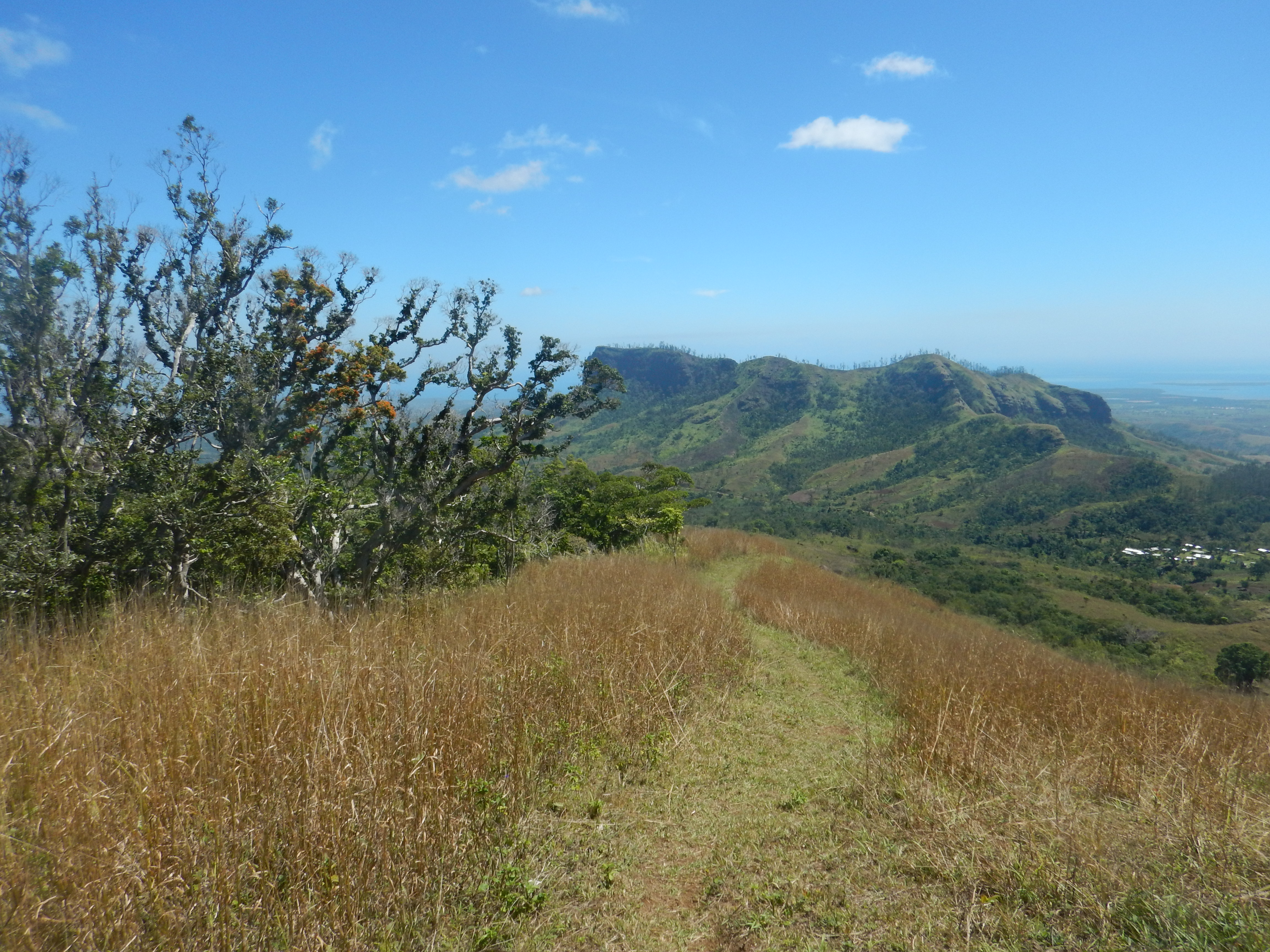
Die größeren Inseln wie „Viti Levu“ sind Vulkaninseln

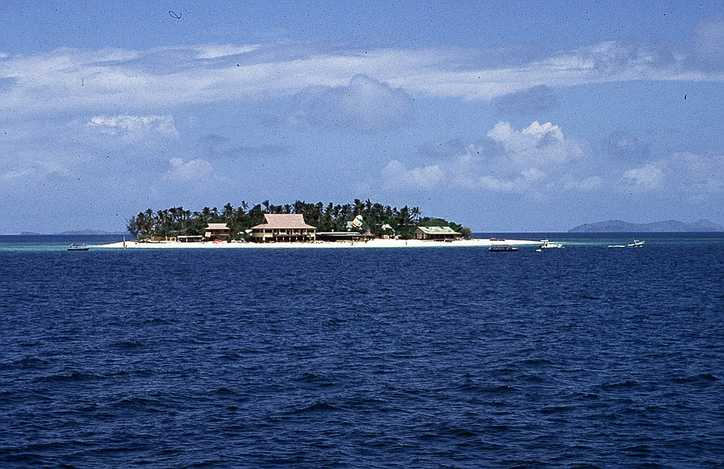
Die kleineren Inseln sind oft Koralleninseln wie hier „Beachcomber Island“ (traditionell „Tai“)

Die Provinzen der Fidschis

Die Liste der Fidschi-Inseln enthält die bewohnten Inseln der Fidschis.  Von den 332 Inseln des Inselstaates sind nur etwa 110 bewohnt. Einige bewohnte Inseln wurden verlassen, andere sind in Privatbesitz oder reine Urlaubsresorts.
| Insel                           | Inselgruppe       | Provinz(en)                                                        | Fläche (km²) |
| ------------------------------- | ----------------- | ------------------------------------------------------------------ | ------------ |
| Batiki                          | Lomaiviti         | Lomaiviti                                                          | 10,0         |
| Bau                             | Viti-Levu-Gruppe  | Rewa                                                               | 0,1          |
| Beachcomber Island (früher Tai) | Mamanuca-Inseln   | Nadroga-Navosa                                                     | 0,1          |
| Beqa                            | Viti-Levu-Gruppe  | Rewa                                                               | 36,0         |
| Buliya Island                   | Kadavu-Gruppe     | Kadavu                                                             | 1,8          |
| Cicia                           | Lau-Gruppe        | Lau                                                                | 34,0         |
| Doi/Ndoi                        | Lau-Gruppe        | Lau                                                                | 2,0          |
| Dravuni                         | Kadavu-Gruppe     | Kadavu                                                             | 0,8          |
| Fulaga                          | Lau-Gruppe        | Lau                                                                | 13,3         |
| Galoa                           | Kadavu-Gruppe     | Kadavu                                                             | 3,5          |
| Gau                             | Lomaiviti         | Lomaiviti                                                          | 136,1        |
| Kabara                          | Lau-Gruppe        | Lau                                                                | 31,0         |
| Kadavu(leila) (Bounty-Insel)    | Kadavu-Gruppe     | Kadavu                                                             | 411,0        |
| Kanacea                         | Lau-Gruppe        | Lau                                                                | 12,5         |
| Katafaga Island                 | Lau-Gruppe        | Lau                                                                | 0,9          |
| Katikua                         | Kadavu-Gruppe     | Kadavu                                                             | 0,2          |
| Kioa                            | Vanua Levu-Gruppe | Cakaudrove                                                         | 19,3         |
| Komo                            | Lau-Gruppe        | Lau                                                                | 0,5          |
| Koro                            | Lomaiviti         | Lomaiviti                                                          | 108,9        |
| Kuata                           | Yasawa-Inseln     | Ba                                                                 |              |
| Lakeba                          | Lau-Gruppe        | Lau                                                                | 58,9         |
| Laucala                         | Vanua Levu-Gruppe | Cakaudrove                                                         | 12,0         |
| Leleuvia                        | Lomaiviti         | Lomaiviti                                                          | 0,1          |
| Mago                            | Lau-Gruppe        | Lau                                                                | 22,0         |
| Makogai                         | Lomaiviti         | Lomaiviti                                                          | 8,4          |
| Moala                           | Lau-Gruppe        | Lau                                                                | 62,0         |
| Moce                            | Lau-Gruppe        | Lau                                                                | 10,9         |
| Malolo                          | Mamanuca-Inseln   | Nadroga-Navosa                                                     | 10,2         |
| Malolailai                      | Mamanuca-Inseln   | Nadroga-Navosa                                                     | 2,2          |
| Mana                            | Yasawa-Inseln     | Ba                                                                 |              |
| Matacawa Levu                   | Yasawa-Inseln     | Ba                                                                 | 10,0         |
| Matag(n)i Island                | Vanua Levu-Gruppe | Cakaudrove                                                         | 1,0          |
| Matamanoa                       | Mamanuca-Inseln   | Nadroga-Navosa                                                     |              |
| Matanuku Island                 | Kadavu-Gruppe     | Kadavu                                                             | 2,8          |
| Matuku                          | Moala-Gruppe      | Lau                                                                | 57,0         |
| Moala                           | Moala-Gruppe      | Lau                                                                | 62,5         |
| Moce                            | Lau-Gruppe        | Lau                                                                | 11,0         |
| Moturiki                        | Lomaiviti         | Lomaiviti                                                          | 14,8         |
| Nacula                          | Yasawa-Inseln     | Ba                                                                 | 22,0         |
| Nagigia Island                  | Kadavu-Gruppe     | Kadavu                                                             | 0,1          |
| Naigani                         | Viti-Levu-Gruppe  |                                                                    |              |
| Nairai                          | Lomaiviti         | Lomaiviti                                                          | 25,7         |
| Naitaba                         | Lau-Gruppe        | Lau                                                                | 12,0         |
| Namenalala                      | Viti-Levu-Gruppe  |                                                                    | 4,0          |
| Namotu                          | Mamanuca-Inseln   | Nadroga-Navosa                                                     |              |
| Namuka-i-Lau                    | Lau-Gruppe        | Lau                                                                | 5,0          |
| Nananu-i-Ra                     | Viti-Levu-Gruppe  | Rewa                                                               | 3,0          |
| Nanuya Lailai                   | Yasawa-Inseln     | Ba                                                                 | 1,2          |
| Nanuya Levu                     | Yasawa-Inseln     | Ba                                                                 | 1,6          |
| Navini                          | Mamanuca-Inseln   | Nadroga-Navosa                                                     | 0,2          |
| Naviti                          | Yasawa-Inseln     | Ba                                                                 | 35,0         |
| Nayau                           | Lau-Gruppe        | Lau                                                                | 17,0         |
| Nukubati                        | Vanua Levu-Gruppe | Cakaudrove                                                         | 0,6          |
| O(n)gea                         | Lau-Gruppe        | Lau                                                                | 13,3         |
| Ono Island                      | Kadavu-Gruppe     | Kadavu                                                             | 31,1         |
| Ono-i-Lau                       | Lau-Gruppe        | Lau                                                                | 7,9          |
| Ono Levu                        | Lau-Gruppe        | Lau                                                                | 7,9          |
| Ovalau                          | Lomaiviti         | Lomaiviti                                                          | 102,3        |
| Qalito (Castaway Island)        | Mamanuca-Inseln   | Nadroga-Navosa                                                     | 0,7          |
| Qamea                           | Vanua Levu-Gruppe | Cakaudrove                                                         | 34,5         |
| Rabi Island                     | Vanua Levu-Gruppe | Cakaudrove                                                         | 67,3         |
| Rotuma                          | Rotuma-Inseln     | abhängiges Gebiet                                                  | 46,1         |
| Tavarua                         | Mamanuca-Inseln   | Nadroga-Navosa                                                     |              |
| Taveuni                         | Vanua Levu-Gruppe | Cakaudrove                                                         | 442,0        |
| Tavewa                          | Yasawa-Inseln     | Ba                                                                 | 1,6          |
| Tokoriki                        | Mamanuca-Inseln   | Nadroga-Navosa                                                     |              |
| Totoya                          | Lau-Gruppe        | Lau                                                                | 28,0         |
| Tuvuca                          | Lau-Gruppe        | Lau                                                                | 12,0         |
| Wakaya                          | Lomaiviti         | Lomaiviti                                                          | 9,2          |
| Vanua Balavu                    | Lau-Gruppe        | Lau                                                                | 57,0         |
| Vanua Levu                      | Hauptinsel        | Bua, Cakaudrove, Macuata                                           |              |
| Vanua Vatu                      | Lau-Gruppe        | Lau                                                                | 3,5          |
| Vatoa                           | Lau-Gruppe        | Lau                                                                | 4,0          |
| Vatuele                         | Viti-Levu-Gruppe  | Rewa                                                               | 30,0         |
| Viti Levu                       | Hauptinsel        | Naitasiri, Namosi, Rewa, Serua, Tailevu, Ba, Nadroga-Navosa und Ra | 10.531,0     |
| Vomo                            | Mamanuca-Inseln   | Nadroga-Navosa                                                     | 0,1          |
| Wadigi                          | Mamanuca-Inseln   | Nadroga-Navosa                                                     | 0,5          |
| Wailagi Lala                    | Lau-Gruppe        | Lau                                                                | 0,4          |
| Waya                            | Yasawa-Inseln     | Ba                                                                 | 22,0         |
| Wayasewa                        | Yasawa-Inseln     | Ba                                                                 | 6,5          |
| Yacata                          | Lau-Gruppe        | Cakaudrove                                                         | 6,0          |
| Yanuca Lailai                   | Lomaiviti         | Lomaiviti                                                          | 0,5          |
| Yanuca Levu                     | Lau-Gruppe        | Lau                                                                | 1,4          |
| Yanuya                          | Mamanuca-Inseln   | Nadroga-Navosa                                                     |              |
| Yanuyanu                        | Lau-Gruppe        | Lau                                                                | 0,2          |
| Yasawa                          | Yasawa-Inseln     | Ba                                                                 | 32,5         |
| Yaukuvelevu                     | Kadavu-Gruppe     | Kadavu                                                             | 0,6          |